# CROSS CLOVER
CROSS CLOVER（クロス・クローバー）は、同じ事務所に所属する氷川きよし、ビリケン、FANATIC◇CRISISというジャンルの違う3組のアーティストが結成したスペシャルユニットである。
2004年ソルブレイドよりデビュー。

## メンバー
- KIYOSHI（氷川きよし）
- ビリケン
- FANATIC◇CRISIS

## ディスコグラフィー

### シングル
- evergreen（いのちの唄声）（2004年6月9日）日本赤十字社イメージソング
  1. evergreen(いのちの歌声)
  2. evergreen(いのちの歌声)feat.KIYOSHI
  3. evergreen(いのちの歌声)feat.ビリケン
  4. evergreen(いのちの歌声)feat.FANATIC◇CRISIS/Acoustic Ver.

### その他
- FANATIC◇CRISISのシングル「everlove」及びアルバム「THE BEST of FANATIC◇CRISIS B-Side Collection」にも収録されている